# Ute Lemper
Ute Lemper, född 4 juli 1963 i Münster, är en tysk sångerska av chansoner som medverkat i flera musikaler.
Efter utbildningen i Köln och Wien sjöng hon i bland annat Cats, Cabaret och Starlight Express. Hon medverkade även i The Wall: Live in Berlin och i tyska dubbningar av Disney-filmer. Kända är även hennes Kurt Weill-tolkningar. 
Ute Lemper bor i dag i New York och sysslar med måleri. Hon har fyra barn.

## Diskografi
- All That Jazz: The Best of Ute Lemper